# The Flaming Lips
A The Flaming Lips amerikai rockegyüttes. Az alternatív rock, pszichedelikus rock, experimental rock és neo-psychedelia műfajokban játszanak. 1983-ban alakultak meg Oklahomában. Pályafutásuk alatt kultikus státuszt értek el, több tévésorozatban is felhasználták a dalaikat. Két lemezük (a The Soft Bulletin és a Yoshimi Battles the Pink Robots) bekerültek az 1001 lemez, amit hallanod kell, mielőtt meghalsz című könyvbe.
Az együttesre jellemző a humor is. A "lángoló ajkak" név jelentésére több magyarázat is akad. Wayne Coyne szerint a zenekar a nevét a "The Flaming Heads" együttes nyomán kapta. de egyesek szerint egy régi Fred Astaire musicalből, mások szerint pedig egy Ralph Waldo Emerson idézetből származik a zenekar neve. Wayne továbbá azt is elárulta, hogy a Flaming Lips név előtt több nevet is számításba vettek, pl. "Tijuana Toads", "The Firm" illetve "The Corporation", de ezeket végül elvetették.

## Tagok
- Wayne Coyne – ének (1985–), gitár, billentyűk, teremin (1983–), vokál (1983–1985, 1991–)
- Michael Ivins – basszusgitár, billentyűk, vokál (1983–)
- Steven Drozd – gitár, billentyűk, basszusgitár, dob, ének, vokál (1991–)
- Derek Brown – gitár, billentyűk, ütős hangszerek, vokál (2009–)
- Jake Ingalls – billentyűk, gitár (2013–)
- Matt Duckworth Kirksey  – dob, ütős hangszerek, billentyűk, vokál (2014–)
- Nick Ley – ütős hangszerek, dob, sample (2014–)

Korábbi tagok
- Mark Coyne – ének (1983–1985)
- Dave Kostka – dob (1983–1984)
- Richard English – dob, billentyűk, vokál (1984–1989)
- Nathan Roberts – dob (1989–1991)
- Jonathan Donahue – gitár, vokál (1989–1991)
- Jon Mooneyham – gitár, vokál (1991)
- Ronald Jones – gitár, vokál (1991–1996)
- Kliph Scurlock – dob, ütős hangszerek (2002–2014)
- Ray Suen – ütős hangszerek, hegedű, hárfa, billentyűk (2009–2012)

## Diszkográfia
- Hear It Is (1986)
- Oh My Gawd!!! (1987)
- Telepathic Surgery (1989)
- In a Priest Driven Ambulance (1990)
- Hit to Death in the Future Head (1992)
- Transmissions from the Satellite Heart (1993)
- Clouds Taste Metallic (1995)
- Zaireeka (1997)
- The Soft Bulletin (1999)
- Yoshimi Battles the Pink Robots (2002)
- At War with the Mystics (2006)
- Embryonic (2009)
- The Terror (2013)
- Oczy Mlody (2017)
- King's Mouth (2019)
- American Head (2020)